# Леонтович Микола Павлович

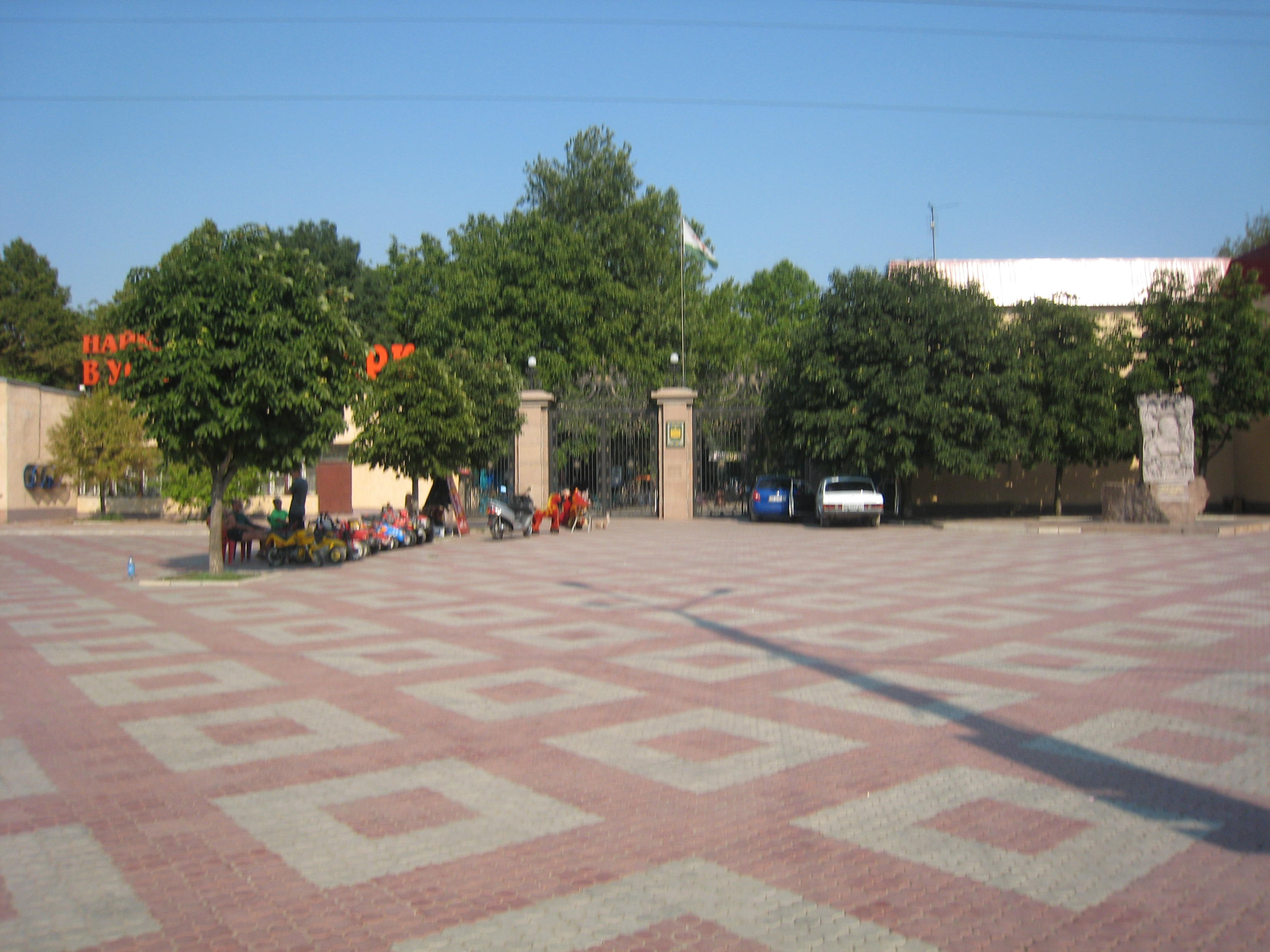
Площа Леонтовича перед миколаївським зоопарком

Микола Павлович Леонтович (20 грудня 1878, Єлисаветград — не раніше 1940-го року, місце смерті невідоме) — міський голова Миколаєва (1909–1917), фундатор миколаївського зоопарку.

## Життєпис
Народився 20 грудня 1878 року в м. Єлисаветград (нині - Кропивницький, Україна) в сім'ї Павла Парменовича — мирового судді і Марії Миколаївни Леонтовичів — вчительки музики та іноземних мов. 
Як пише Микола Павлович Леонтович у своїй автобіографії, датованій 2 грудня 1928 р., він народився у 1878 році. Його батько служив на посаді мирового судді у місті Плонську Плоцької губернії. Його мати була вчителькою музики та іноземних мов. Микола Павлович зазначає, що коли йому було 10 років, він вступив до школи правознавства. Як син службовця по судовому відомству, а також тому, що його батько не міг оплачувати високу вартість навчання, Миколу взяли на навчання до цієї школи за державний кошт. У своїй автобіографії М. П. Леонтович зазначає, що після закінчення школи правознавства у 1898 р. він прослухав курс природничих наук у Петербурзькому університеті, одночасно пройшовши спеціальний курс з іхтіології у професора Золотницького.
Микола Павлович Леонтович пише у своїй автобіографії, що 1904 року після одруження на уродженці м. Миколаєва він переселився до цього міста. Також він зазначає, що писав наукові статті та нариси з питань акваріума та тераріума до вітчизняних та іноземних часописів; організував "Товариство прихильників природи у м. Миколаєві"; заснував громадський Акваріум, яким і завідував. М. П. Леонтович пише, що у період 1920-1923 рр. брав активну участь в організації екскурсій для школярів, поширював знання про природу серед загалу. Також він зазначав, що мав такі наукові праці: дисертацію з місцевого степовища, про шкільний акваріум і тераріум, значення акваріума у викладанні природничих наук та ін. У своїй автобіографії М. П. Леонтович пише, що у період 1918-1928 рр. він провів понад 1000 лекцій з відвідувачами, екскурсії до державного акваріума-зоосаду та на підприємствах безкоштовно.
У анкеті наукового працівника, датованій 15 листопада 1927 року та підписаній М. П. Леонтовичем, зазначено, що він народився 20 грудня 1878 р. у м. Зінов'євськ; обіймав посаду завідувача державного акваріума у м. Миколаєві; володів російською, українською, французькою, німецькою, англійською, польською мовами; сімейний стан - одружений, мав сина; освіта - училище правознавства та Петроградський університет, природознавчий факультет, відділ іхтіології та біології; професія та спеціальність - іхтіолог та юрист; приналежність до політичної партії - безпартійний; приналежність до профспілок - спілка працівників освіти з 1919 р. Також в анкеті зазначено, що М. П. Леонтович служив у міській управі у 1905-1917 рр., обіймав посаду міського голови.
Навчався в Імператорському училищі правознавства (59-й випуск, 15 травня 1898 р.) в Санкт-Петербурзі і в Одесі. З 1901 р. проживав у Миколаєві.
У власному домі облаштував колекцію акваріумів. Вони були оснащені за останнім словом техніки: мали електричні компресори, нагрівачі. Риби розміщувалися у 75 акваріумах, сумарний об'єм яких сягав 3 000 літрів. В колекції було понад 50 видів риб та земноводних, більш, ніж 1000 екземплярів.
26 квітня 1901 р. колекція була відкрита для вільного доступу.
З 1903 р. — гласний (?) Миколаївської міської Думи. З 1906 р. — заступник міського голови, з 1908 р. — виконувач обов'язків міського голови Миколаєва. 8 квітня 1909 р. обраний міським головою на 4 роки. Переобирався міським головою до 1917 р.
За 10 років на посаді міського голови Леонтович зробив багато для Миколаєва: у цей період в Миколаєві відкрилися два музеї, перший кінотеатр, перша психіатрична лікарня, був пущений перший трамвай (конка). Під особистим керівництвом міського голови була завершено будівництво водопроводу і каналізації, розпочалася експлуатація Шуховської вежі (Миколаїв),  зроблена «зливка», які використовуються дотепер. Крім того, міська електростанція розширила потужність зі 127 на 220 вольт. Також вимощені вулиці центру міста, відкрита перша набережна тощо. На особисті кошти Леонтовича споруджена дзвіниця Церкви Касперівської Ікони Божої Матері. Цей список можна продовжувати довго, але, безумовно, одним з основних досягнень Миколи Леонтовича стало створення в місті акваріума і зоопарку.
Наприкінці травня 1917 року за постановою виконавчого комітету Ради робочих та військових депутатів у м. Миколаєві Миколу Павловича Леонтовича заарештували.  Скільки часу він перебував в ув`язненні та коли його звільнили, невідомо.
28 липня 1919 року революційний трибунал Миколаївської ради робочих депутатів засудив Миколу Павловича Леонтовича до тюремного ув`язнення на півтора роки із застосуванням громадських робіт. Леонтовича звинувачували, що він як голова комісії з виготовлення взуття для потреб армії отримав хабар від контрагента з виготовлення взуття для армії Івана Невструєва. Цього ж дня Леонтовича заарештували та ув`язнили у Миколаївській каторжній тюрмі № 2.
30 липня 1919 року відділ народної освіти Ради робочих та червоноармійських депутатів м. Миколаєва у своєму листі просив революційний трибунал відрядити Леонтовича на виконання громадських робіт до акваріума, оскільки цей заклад є власністю "Радянської Республіки"; робота в акваріумі громадська, відділ народної освіти не має особи, яка могла б замінити його без шкоди для справи.
31 липня 1919 р. колегія тюремно-карального підвідділу на своєму засіданні постановила відрядити М. П. Леонтовича на громадську роботу керівником акваріума за умови постійної присутності з ним тюремного наглядача, а також повернення Леонтовича після закінчення роботи на ночівлю до тюрми. Також колегія тюремно-карального підвідділу постановила покласти на М. П. Леонтовича витрати на утримання тюремного наглядача та просила відділ освіти внести з цією метою на депозит тюремно-карального підвідділу жалування Леонтовича на посаді керівника акваріума.
11 серпня 1919 року революційний трибунал при Миколаївській раді робочих депутатів наказав керівникові Миколаївської каторжної в`язниці № 2 звільнити з-під варти Леонтовича. Того ж дня Микола Павлович Леонтович вийшов з в`язниці.
Після звільнення був призначений директором Держакваріума.
25 червня 1922 року відбулося друге урочисте відкриття миколаївського держакваріума. Тоді його відвідали близько 40 тисяч осіб (безкоштовно). До 1923 року заклад був на утриманні місцевої наросвіти, потім його перевели на держбюджет, а з березня 1934 року — на бюджет міста. 
Як зауважує журналіст В. Головченко, зоологічна перлина Миколаєва збагачувалася новими колекціями видів тварин. Так, із заповідника Асканія-Нова привезли бізонів, верблюдів, яків, оленів, муфлонів, страусів. Спеціально для зоосаду придбали ведмедів, вовків, лисиць, мавп. Територію збільшили до 0,75 га. Також було побудовано вольєри для копитних тварин, клітки для хижаків, посаджено парк. Ось що писав 1927 року альманах «Вся Миколаївщина»: «Миколаївський акваріум є пам’яткою не лише Миколаєва, але й єдиним акваріумом у Союзі Радянських Республік. Після Неапольського і Монакського він є третім у Європі за різноманітністю експонатів і тому становить великий інтерес. Зараз акваріум налічує до трьох тисяч експонатів і має низку відділів» 
В 1930 р. з посади директора був переведений в наукові співробітники, в 1935 — звільнений. Пізніше працював касиром на ТЕЦ.
28 липня 1937 р. був заарештований за купою обвинувачень: антирадянська пропаганда, контрреволюційна офіцерська змова тощо. Після арешту від нього відреклися рідні та близькі. Леонтовича було засуджено до 10 років в'язниці.
Дата та місце смерті його невідомі. Вважається, що він помер в 1940-1941 роках від кардіосклерозу серця.
18 травня 1957 р. справу Леонтовича було переглянуто Президією Миколаївського обласного суду, вирок скасовано, а його реабілітовано (посмертно).

## Родина
Перша дружина — Ольга Дмитрівна Кудрявцева. Спільних дітей не було.
Друга дружина — Олена Петриченко. Син — Олександр. За сфабрикованим звинуваченням мав 5 років в’язниці. Онука — Валентина Олександрівна Попова-Леонтович.
В 1911 році, ще під час першого шлюбу у Леонтовича зав'язалися стосунки з Оленою Петриченко. В 1912 році у них народився син Олександр. Коли він був малим, Олена покінчила життя самогубством.
Третя дружина — Євдокія Петриченко (рідна сестра Олени Петриченко). В 1923 році, коли станові умовності залишилися в далекому минулому, вони зареєстрували свій шлюб. В 1929 році у них народився син Євген.

## Миколаївський зоопарк сьогодні
Комунальна установа Миколаївської міської ради "Миколаївський зоопарк" — один із найкращих і найвідоміших у Європі, один із найстаріших в Україні. Його вважають кращим зоопарком країни.
Він першим в Україні став членом Європейської асоціації зоопарків та акваріумів (EAZA) у 1993 році. А 2003 року він - єдиний український зоопарк, що увійшов до Всесвітньої асоціації зоопарків та акваріумів. Заклад бере участь у 18 європейських програмах розведення рідкісних видів, є членом Євро-Азійської регіональної асоціації зоопарків та акваріумів.
У Миколаївському зоопарку - 452 види й 5690 особин тварин, із них 220 видів занесені до Міжнародної Червоної книги. Тут працюють 232 спеціалісти, вирощується ботанічний сад, де вже близько 400 видів і порід дерев та чагарників. Тут проводять зоотерапію для дітей з інвалідністю, аутизмом, ДЦП й затримкою в розвитку. Працює тут і музей. 
Навесні 2022 року, з початком повномасштабного вторгнення, його колекція поповнилася ще одним «експонатом» — снарядом, який російські загарбники запустили по місту. 7 березня російські війська обстріляли ракетами зоопарк, й один зі снарядів упав просто біля вольєрів тигрів та білої ведмедиці. 19 квітня він знову зазнав обстрілів.Через російську окупацію, в якій опинилася значна частина Півдня України, у зоопарку почалися труднощі з постачанням кормів для тварин. Аби їх урятувати, директор Миколаївського зоопарку Володимир Топчий  звернувся до світової спільноти по допомогу. Люди почали купувати квитки до Миколаївського та інших зоопарків України онлайн не заради того, щоб помилуватися рідкісними видами тварин, а щоб не дати їм померти від голоду та спраги.

## Вшанування пам'яті
Площа імені Миколи Леонтовича (Миколаїв) - ініціатива директора В.М. Топчого (2003).